# ورزشگاه آماهورو
ورزشگاه آماهورو (به لاتین: Amahoro Stadium) یک ورزشگاه فوتبال در رواندا است که در کیگالی واقع شده‌است.